# Мартинау, Карл Алексеевич
Карл (Карл-Мориц) Алексеевич Мартинау (швед. Carl Mauritz Martinau; 18 июля 1797, Стокгольм, Швеция — 29 марта 1863, Фридрихсгам, Великое княжество Финляндское) — генерал-лейтенант, участник Крымской войны.

## Биография
Родился в 1797 году, образование получил в Финляндском кадетском корпусе, из которого 10 октября 1817 года был выпущен с первым офицерским чином в Свиту по квартирмейстерской части (будущий Генеральный штаб). В 1828—1829 годах принимал участие в военных действиях против турок на Дунае. В 1831 году он участвовал в подавлении восстания в Польше.
Произведённый в 1836 году в полковники, Мартинау в 1837—1842 годах командовал Невским морским полком, после чего был снят с должности за побеги нижних чинов и затем переведён с понижением в пехотный принца Карла Прусского полк.
7 апреля 1846 года Мартинау был произведён в генерал-майоры, в начале 1850-х годов получил назначение на должность начальника штаба 4-го пехотного корпуса.
Во время Крымской войны Мартинау находился в Севастополе, где с июля 1855 года начальствовал 12-й пехотной дивизией. С 25 мая по 26 июня 1855 года командовал правой частью оборонительной линии Севастополя. Во главе 12-й пехотной дивизии участвовал в сражении на Чёрной речке, в частности, в штурме Федюхиных гор.. 21 августа того же года получил чин генерал-лейтенанта и назначен командующим войсками на Корабельной стороне. При отражении одного из последних штурмов ему вражеским ядром оторвало левую руку. 24 ноября 1855 года Мартинау был награждён золотой шпагой с надписью «За храбрость» и бриллиантовыми украшениями.
По излечении Мартинау состоял при Генеральном штабе, но в связи с последствиями тяжёлой раны не мог продолжать строевую службу и 12 мая 1858 года был назначен директором Финляндского кадетского корпуса.
29 марта 1863 года скончался во Фридрихсгаме, в Великом княжестве Финляндском.

## Награды
Среди прочих наград Мартинау имел ордена:
- Медаль «За Турецкую войну» (1829 год)
- Орден Святой Анны 3-й степени с бантом (1831 год)
- Орден святой Анны 2-й степени (1831 год)
- Польский знак отличия за военное достоинство (Virtuti Militari) 4-й степени (1831 год)
- Орден Святого Станислава 2-й степени (1835 год, императорская корона к этому ордену пожалована в 1842 году)
- Орден Святого Георгия 4-й степени (26 ноября 1847 года, беспорочную выслугу 25 лет в офицерских чинах, № 7729 по кавалерскому списку Григоровича — Степанова)
- Орден Святого Владимира 3-й степени (1850 год)
- Орден Святого Станислава 1-й степени (1851 год)
- Орден Святой Анны 1-й степени (1855 год, императорская корона к этому ордену пожалована в 1860 году)
- Золотая шпага с надписью «За храбрость» и бриллиантовыми украшениями (24 ноября 1855 года)

## Семья
- Жена — Вильгельмина (швед. Wilhelmina Amalia Tigerstedt; 22 февраля 1821, Куопио — 31 мая 1906, Гельсингфорс).
  - Дочь — Матильда Густава Мартинау (швед. Matilda Gustava Martinau; 21 марта 1844, Николаев, Херсонская губерния — 21 января 1924, Гельсингфорс), с 6 октября 1861 года замужем за генерал-лейтенантом Акселем Севастьяновичем Грипенбергом (1833—1918).